# زیردریایی کلاس ویرجینیا
زیردریایی کلاس ویرجینیای (به انگلیسی: Virginia-class submarine) یک کلاس از زیردریایی ایالات متحده آمریکا است که طول آن ۳۷۷ فوت (۱۱۵ متر) می‌باشد.
زیردریایی تهاجمی هسته‌ای کلاس ویرجینیا به عنوان زیردریایی اصلی درحال خدمت ناوگان نیروی دریایی آمریکا جانشین کلاس لس آنجلس معرفی شد.
این زیردریایی تاکنون به تعداد ۲۲ فروند در خدمت است.
در مجموع برای ساخت ۶۴ فروند از این کلاس برنامه‌ریزی شده‌است. لازم است ذکر شود که کلاس ویرجینیا مجهز به ۱۲ لوله پرتاب عمودی (VLS) خواهد بود. از این لوله‌ها برای راه‌اندازی موشک‌های کروز تاماهاک مخصوص حمله زمینی با برد ۱۷۰۰ کیلومتر استفاده می‌شود.
– سال آغاز خدمت: ۲۰۰۴
– عمق غوطه‌وری: بیش از ۲۵۰ متر
– لوله‌های پرتاب عمودی: ۱۲ عدد
– لوله‌های اژدر: ۴×533 mm
– تسلیحات: اژدر Mk.48، موشک ضد کشتی هارپون، موشک کروز تاماهاک
گفته میشود زیردریاییهای کلاس یاسن روسیه بعنوان رقیب این کلاس ویرجینیا باشد البته در تعداد فروند بسیار کمتر .